# Muscolo gemello superiore
Nell'anatomia umana il muscolo gemello superiore è un muscolo che fa parte dei muscoli esterni dell'anca.

## Anatomia
Di forma piccola e appiattita fa coppia con un altro muscolo gemello, quello inferiore, ed entrambi raggiungono la fossa trocanterica. Trova origine dalla spina ischiatica (dalla sua parte inferiore e laterale). Si ritrova vicino al muscolo otturatore interno.
Gli altri muscoli rotatori laterali dell'anca sono:
- Muscolo piriforme
- Muscolo otturatore esterno
- Muscolo otturatore interno
- Muscolo gemello inferiore
- Muscolo quadrato del femore

Il muscolo è irrorato dall'arteria glutea inferiore, ed è innervato dal nervo dei muscoli otturatore interno e gemello superiore che è una branca collaterale del plesso sacrale. Questo nervo esce dal bacino per il grande forame ischiatico ma rientra immediatamente nel piccolo forame ischiatico per raggiungere tale muscolo. Oltre al muscolo gemello superiore, questo nervo si occupa anche della motricità del muscolo otturatore interno.

## Funzioni
Agisce sulla coscia extraruotandola.